# Red Holloway

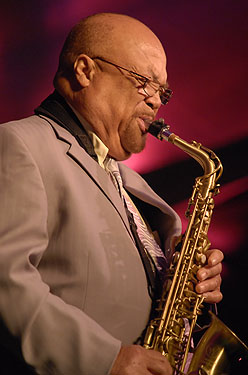
Red Holloway

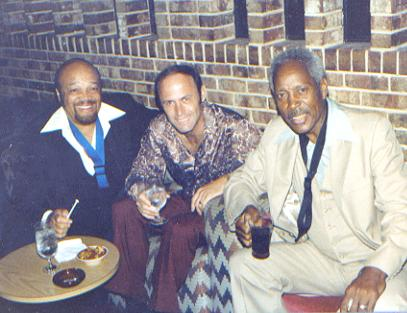
Red Holloway, Bubba Kolb und Sonny Stitt in der Village Jazz Lounge in Walt Disney World

James Wesley „Red“ Holloway (* 31. Mai 1927 in Helena, Arkansas; † 24. Februar 2012) war ein US-amerikanischer Blues- und Jazz-Saxophonist und Sänger.

## Leben
„Red“ Holloway wuchs in Chicago auf und hatte ersten Unterricht bei seiner Mutter, einer Kirchenorganistin. Er spielte zunächst Banjo und Mundharmonika, wechselte dann zum Tenorsaxophon, als er zwölf Jahre alt war. An der DuSable High School spielte er in der Schul-Bigband mit Johnny Griffin und Eugene Wright; er studierte dann am Chicagoer Musik-Konservatorium. Während seiner Militärzeit spielte er in der U.S. Fifth Army Band, kehrt dann nach Chicago zurück und spielte dort u. a. mit Yusef Lateef und Dexter Gordon.
1948 begleitete er den Bluessänger Roosevelt Sykes (der ein Schulfreund seiner Mutter war) und spielte später noch mit weiteren Bluesmusikern wie Willie Dixon, Junior Parker, Lloyd Price und John Mayall.
In den 1950er Jahren arbeitete Holloway vorwiegend in der Gegend um Chicago, wo er mit Billie Holiday, Muddy Waters, Chuck Berry, Ben Webster, Jimmy Rushing, Arthur Prysock, Dakota Staton, Eddie „Cleanhead“ Vinson, Wardell Gray, Sonny Rollins, Red Rodney, Lester Young, Joe Williams, Redd Foxx, B. B. King, Bobby Bland und Aretha Franklin auftrat. Außerdem ging er mit Sonny Stitt, Memphis Slim und Lionel Hampton auf Tourneen.
Von 1963 bis 1966 gehörte er der Band des Organisten Brother Jack McDuff an, in der damals auch George Benson spielte. 1964 erschien ein Album unter eigenem Namen, Brother Red auf Prestige Records, auf dem auch McDuff und Benson mitwirkten. Auf weiteren Prestige-Alben dieser Zeit spielten auch Lonnie Smith, John Patton, Eric Gale und Leonard Gaskin mit Holloway; die Aufnahmen erschienen später als Legends of Acid Jazz.
Holloway arbeitete von 1977 bis 1982 mit Sonny Stitt, mit dem er zwei Alben aufnahm; nach Stitts Tod spielte er in der Band von Clark Terry (Having Fun, 1990).
Mitte der 1980er Jahre begann Holloway, eine Reihe von Alben für das Steeplechase, dann für das Concord Label aufzunehmen, an denen Gastmusiker wie Horace Parlan, Cedar Walton, Phil Upchurch, Harry Sweets Edison und Jesper Lundgaard mitwirkten. 1993/94 spielt er auf zwei Alben von Horace Silver mit. Er lebte zuletzt in Cambria (Kalifornien) und starb im Februar 2012 an den Folgen eines Schlaganfalls.

## Diskographische Hinweise
- Brother Red (Prestige, 1964)
- Nica's Dream (Steeplechase, 1984)
- Red Holloway & Company (Concord Jazz, 1987)
- Locksmith Blues (Concord Jazz, 1989)
- Live at the 1995 Floating Jazz festival (Chiaroscuro, 1995)
- Keep that Groove Going! (Milestone, 1985)
- Mojo Blues Band: Rhythm & Blues Party feat. Red Holloway (1995)
- Day Dream - Red Holloway - T. C. Pfeiler (Tonewheel Records, 1997)
- "Red and Blue" - The Music of Al Sears and Jimmy "T99" Nelson - The Blue Flagships meet Red Holloway  (Styx Records, 2011)